# Fóssil de compressão

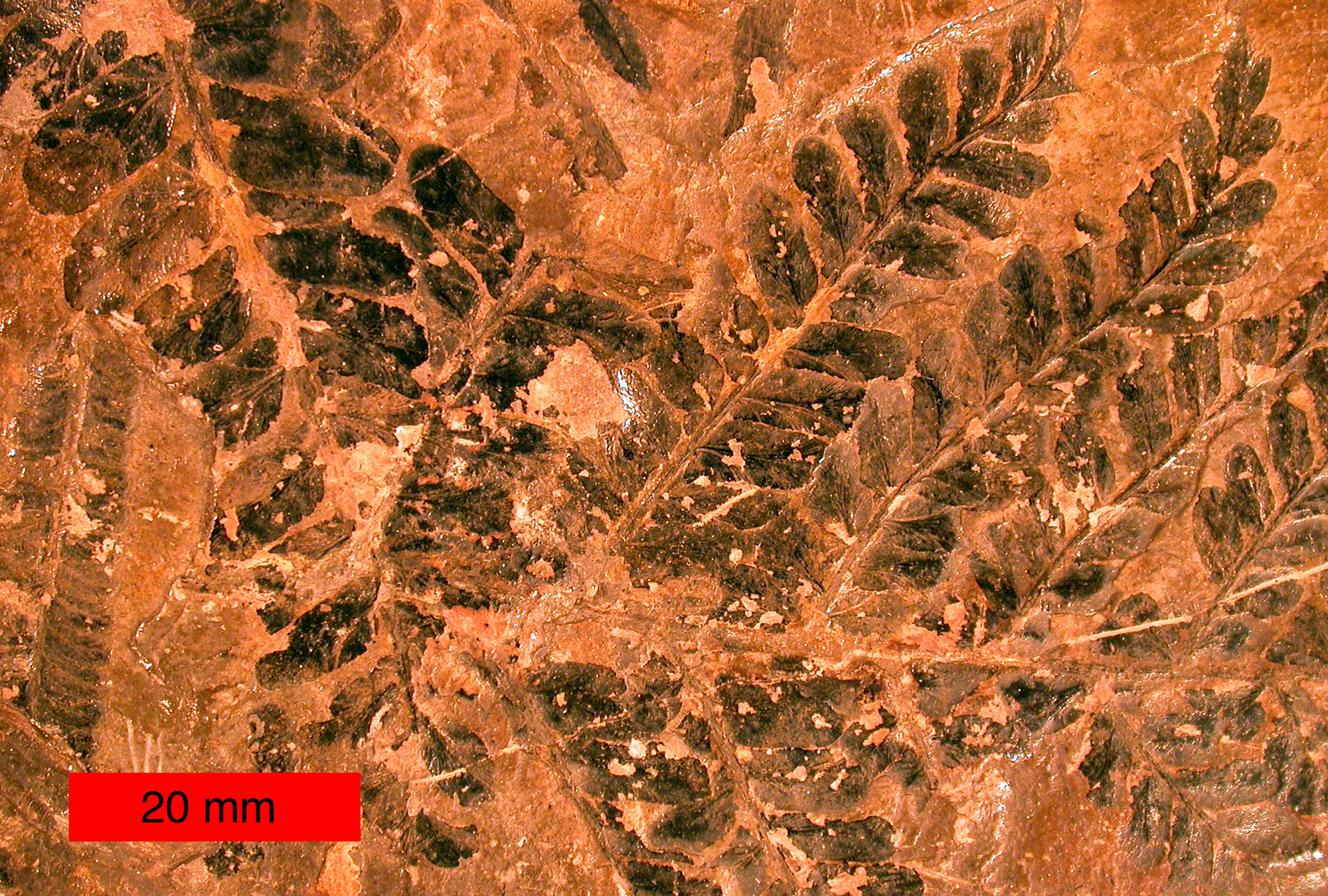
Fóssil de folhas de pteridospérmica do Carbonífero do Ohio.

Um fóssil de compressão é um fóssil preservado em rocha sedimentar que foi sujeita a compressão. Apesar de ser incomum encontrar animais preservados na forma de bons fósseis de compressão, é muito comum encontrar plantas preservadas desta maneira. A razão para tal facto, é que a compressão física da rocha conduz muitas vezes à distorção do fóssil.
Os melhores fósseis de folhas são encontrados preservados em camadas de sedimento que foram comprimidas segundo uma direcção perpendicular ao plano de deposição do sedimento. Uma vez que as folhas são basicamente planas, a distorção resultante é mínima. Os caules e outras estruturas tridimensionais das plantas não são tão bem preservados sob compressão. Tipicamente, apenas o contorno básico e caracteres da superfície são preservados em fósseis de compressão. A anatomia interna não é preservada.
A compressão se forma a medida que os sedimentos vão se acumulando em cima da planta, em meio aquático por exemplo, a água vai sendo expelida para fora e os sedimentos vão compactando o fragmento da planta, e devido a esse achatamento as estruturas internas vão se degradando e o que resta é uma camada fina e delicada carbonácea que possui o molde externo, o contorno original desse fragmento. Na maioria parte das vezes um ecossistema terrestre está envolvido em oposição a um ambiente marinho, mas há alguns casos de plantas terrestres que foram preservados em calcários marinhos.
Formam-se sobretudo em ambientes onde sedimento fino se deposita, como em deltas fluviais, lagunas, ao longo de rios e em lagos. As melhores rochas em que podem encontrar-se estes fósseis preservados são os argilitos e os folhelhos, embora a cinza vulcânica possa por vezes também preservar fósseis de plantas.
O fóssil de compressão formado por cinza vulcânica representa plantas que crescem perto de vulcões ativos, e devido às cinzas vulcânicas em junção à água de chuva, forma-se uma lama de fina granulação que desce em cascata sobre essas plantas, muitas vezes soterrando as plantas na posição em que estavam (in situ). Um exemplo disso, no sul da Patagônia na província de Santa Cruz, algumas compressões estão tão extremamente preservadas que é possível seccionar o material vegetal e examiná-lo em microscópio eletrônico de transmissão.

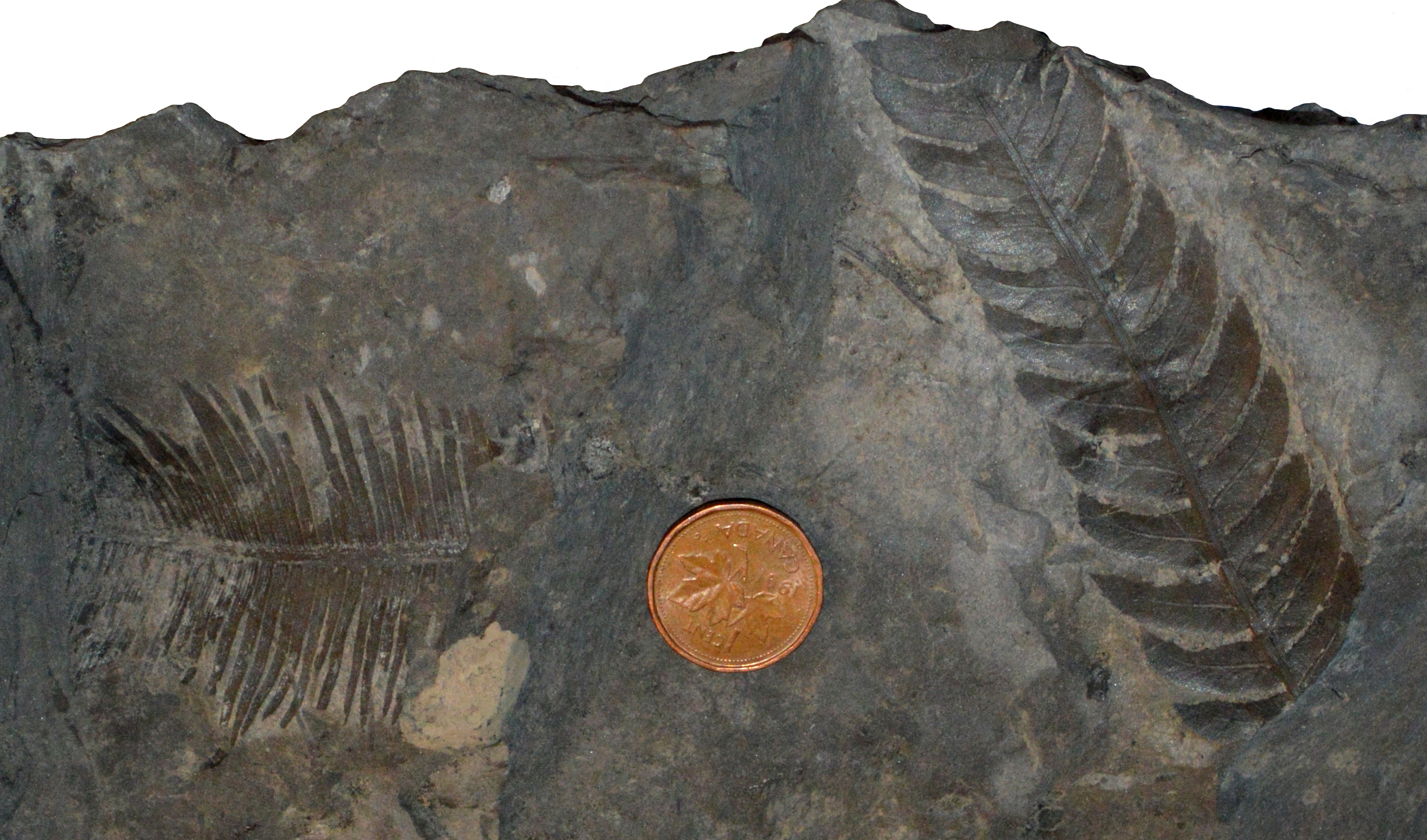
Fóssil de uma cicadófita à esquerda e uma samambaia à direita, Formação Mist Mountain, Jurássico superior a Cretáceo inferior, perto de Sparwood, Colúmbia Britânica.

Uma matriz incomum de formação de fósseis de compressão mas que ocorre, é em rochas formadas a partir de conchas silicosas (frústulas) de diatomáceas-(diatomita), por elas possuírem grãos extremamente finos, a preservação de restos vegetais é muito boa. Como essa compressão é na parede celular das diatomáceas que são algas microscópicas, um organismo serve como matriz de preservação de outro organismo.